# Château de Besne
Le château de Besne se dresse sur la commune de Saint-Péreuse dans le département de la Nièvre en région Bourgogne-Franche-Comté.
Ce château du XVe siècle a été construit après la destruction du château féodal lors des affrontements entre Charles de Téméraire et Louis XI (probablement entre 1474 et 1475). Ce château féodal se situait à l'ouest du château actuel, près de l'église du village. De ce premier château il ne reste que deux pans de murs.
Au titre des monuments historiques, les façades, les toitures et les caves voûtées font l'objet d'une inscription par arrêté du 7 octobre 1975 ; les communs (écurie et vacherie), la maison du gardien, le chenil, le colombier, en totalité ainsi que le mur situé dans la cour avec sa tourelle, le puits, le portail et la grille, le jardin et les murs de clôture font l'objet d'une inscription par arrêté du 25 février 2002.

## Situation
Le château de Besne est situé dans le département de la Nièvre, au lieu-dit Vignes de Besne, sur la commune de Saint-Péreuse, sur une colline dominant un vaste panorama du Bazois, à 15 kilomètres de Château-Chinon sur la RD 11.

## Histoire
Le château de Besne a été construit à l'emplacement d'une construction existante dont il ne reste que les caves datées probablement du XIIIe siècle. Ces caves ne représentent qu'environ un tiers de la surface au sol du château actuel.
Le nom de Besne apparaît au XVe siècle lorsque Guillaume de Grandrye, écuyer, acquiert la terre de Saint-Péreuse et y fait construire le château.

### Seigneurs de Besne
- 1520 ca -  Guillaume des Jours, époux de Catherine de Grandrye sans enfant laisse ses biens à sa femme et à ses neveux, le partage attribua la terre de la Montagne à Guillaume II de Grandrye ;
- 1525 - Guillaume Ier de Grandrye, écuyer, seigneur du lieu de La Montagne et de Besne ; grenetier de Moulins-Engilbert ;
- 1549 - Charles de Grandrye fils du précédent, devient propriétaire de la Montagne, et de Besne à la mort de son père. Il est ambassadeur auprès des Grisons, chevalier de l'Ordre du Roi, gentilhomme ordinaire de la chambre du roi, élu de la noblesse aux États généraux de 1560 à Orléans avec Guy Coquille. Décédé sans postérité il lègue ses biens à son épouse et à ses deux neveux ;
- 1571 ca - Jeanne Bolacre, veuve de Charles de Grandrye, Pierre de Grandrye et Guillaume II de Grandrye, seigneur de Grandchamp, chevaliers, gentilshommes de la chambre du roi, sieurs de Ruères, du Montceau, et du Crot-d'Achun, neveux du précédent firent partage en 1571[3],[4].
- 1581 - Guillaume II de Grandrye, seigneur de la Montagne, de Montjou, de Rangère, de La Chaume, époux de Marie Bataille en eut une fille, mariée à Jean de Chandon qui devant embrasser l'état ecclésiastique avait reçu l'Abbaye de Grand Champ dont il conserva le nom. Il adhéra à la Réforme et entra dans la carrière militaire. Il fut chambellan du duc d'Alençon, frère de Charles IX. Ambassadeur à Constantinople de 1566 à 1570, il retrouva à son retour en 1571 son château entièrement ruiné.
- 1596 - Jean de Chandon adjudicataire de la seigneurie de la Montagne le 22 septembre 1596, écuyer, conseiller d'État et premier président à la cour des aides  de Paris ;
- 1610 ca - Anne de Chandon fille du précédent et son époux Ponthus de Cyberand, ou Pontus de Ciberand, bailli de Mâconnais, sieur de Broye et de Jarnasse ;
- 1699 -  Antoine Le Peletier de Rosanbo ;
- 1790 - À cette date la seigneurie appartient au comte Le Peletier d'Aunay qui vend en 1794 ses seigneuries de Saint-Péreuse, Cœurty et Besne ;
- 1794 - Pierre-François Tassin, seigneur de Saint-Péreuse, Besne et Cœurty, descendant de Jehan Tassin, un des défenseurs d'Orléans en 1429. Sa famille fut anoblie par Louis XVI et pu ajouter le nom de Saint Péreuse à son patronyme.

### Possesseurs après la Révolution
- 1810 - Pierre Amédée Tassin de Saint Péreuse (1803-1857)
- 1857 - Eugène Tassin de Saint Péreuse (1832-1908)
- 1908 - Roger Tassin de Saint Péreuse (1870-1941)
- 1941 - Joseph Tassin de Saint Péreuse (1877-1951)
- 1951 - Pierre Tassin de Saint Péreuse (1910-1995), Compagnon de la Libération.
- 2017 - Élie Tassin de Saint Péreuse (1950)

## Description
Le château de Besne comprend deux corps de logis construits en équerre et garde, avec ses quatre tours un aspect médiéval.
Le logis situé au nord, flanqué au levant d'une tour ronde avec canonnières et fentes de visées, est la partie la plus ancienne. Avec ses murs très épais percés par des baies hautes et étroites, il comprend une salle voûtée en berceau. Dans l'alignement de la façade, on voit en son centre une bretèche qui surplombait une porte qui ouvrait sur la cour intérieure. De ce côté, les ouvertures des baies sont à croisillons de pierre, les deux pièces du rez-de-chaussée, voûtées en berceau, comportent des plafonds à la française avec cheminées monumentales du XVe siècle. Le bâtiment fut allongé en direction du levant afin de placer un escalier desservant les étages. Le rez-de-chaussée comporte deux pièces à voûtes en berceau.
La tour de l'Horloge est en demi-hors œuvre du bâtiment.
Un bâtiment à deux corps, en retour d'équerre du logis initial, date de la fin du XVe siècle, l'un d'eux est flanqué de deux tours, percées de meurtrières. Un beau salon de style Restauration occupe le rez-de-chaussée de ce bâtiment, dont un couloir voûté relie ce bâtiment à l'autre bâtiment en retour d'équerre. Les façades de ses deux corps de bâtiment sont percées de fenêtres à croisillons surmontées d'arcs en accolade du côté cour.
L'étage de combles est garni de lucarnes.
Au sous-sol, les deux caves sont plus anciennes. Elles sont probablement du XIIIe siècle, restes d'un autre édifice. Un pilier central supporte les voûtes d'ogives dans chacune des caves.